# 寻乌调查
寻乌调查，原稱尋鄔調查，是毛泽东在中国江西省尋鄔縣（今寻乌县）进行的大规模社会调查，是毛泽东一生中进行的规模最大的调查。:2351930年5月，毛泽东在寻鄔县开展调查研究。1931年2月，毛泽东整理出《寻鄔调查》，全面介绍了寻鄔的历史、农业、商业、手工业、土地关系、土地斗争等。《寻乌调查》被翻译为英文，也有研究和纪念。

## 历史
寻鄔县位于福建、江西、广东三省交界处。1930年5月，毛泽东率红四军一部进驻寻鄔县城，决定开展调查研究。在时任中共寻鄔县委书记古柏的协助下，召集寻鄔县部分中下级苏维埃干部、手工业者、商店老板等11人开调查会，从5月4日开始，持续十多天。1931年2月，毛泽东在宁都县整理出《寻鄔调查》。:42八万多字。:42《寻鄔调查》一度遗失，1950年，《寻鄔调查》的一份手抄件被重新发现，毛泽东修改了其中第五章《寻鄔的土地斗争》。1982年被收入《毛泽东农村调查文集》（人民出版社出版）。1990年，斯坦福大学出版社出版了汤若杰（Roger R. Thompson）翻译的英文版《寻乌调查》。

## 内容
全文五章，八万多字，分别为寻鄔的政治区划、交通运输、商业状况，土地关系、土地革命情况。内容涉及“地理位置、历史沿革、行政区划、自然风貌、水陆交通、土特产品、商业往来、商品种类、货物流向、税收制度、人口成分、土地关系、阶级状况、剥削方式、土地斗争”等。:235毛泽东认为：“寻乌这个县，介在闽粤赣三省的交界，明了了这个县的情况，三省交界各县的情况大概相差不远。”

## 研究
曹树基通过“江西寻乌与浙江松阳石仓的对比研究发现，在传统时代，中国东南地区有着相似的地权结构与社会结构。”温锐、陈涛研究认为“从社会发展视角解读《寻乌调查》及其相关史料，毛泽东认为很具有代表性的清末民初寻乌农村，呈现的则是丰富而多元的经济社会关系：即生产经营中各阶层的经济博弈关系、日常生活中的社区互助关系、社会公共事业中的共享关系、守护乡土的社区自卫关系，总体上则是血缘地缘与亲情乡情浓厚、阶级分化不甚明显的社区共同体关系”。

## 纪念
寻乌革命历史纪念馆（寻乌调查旧址）位于寻乌县城南马蹄岗，1968年成立，同年11月对外开放。2003年，当地修缮寻乌革命历史纪念馆，2003年11月增挂牌子“毛泽东寻乌调查纪念馆”。:432013年，该馆被评为全国重点文物保护单位。
2003年11月，“寻乌调查与毛泽东对马克思主义中国化的探索——纪念毛泽东诞辰110周年全国学术研讨会”在寻乌召开。:43研究成果汇编成书籍《寻乌调查与马克思主义中国化的起步》出版。2015年6月27日，“纪念毛泽东寻乌调查85周年”理论研讨会在寻乌召开。2020年9月28日，「纪念毛泽东寻乌调查90周年」理论研讨会在寻乌举行。

## 评论
- 毛泽东：“我做的调查以这次为最大规模。”[13]“到井冈山之后，我作了寻乌调查，才弄清了富农与地主的问题，提出解决富农问题的办法，不仅要抽多补少，而且要抽肥补瘦，这样才能使富农、中农、贫农、雇农都过活下去……当时有人骂我是富农路线，我看在当时只有我这办法是正确的。”[14]
- 汤若杰：“可以肯定我们所研究的既不是一份伪造物，也不是一份时代急剧变化的历史文献”，“《寻乌调查》证明年轻的毛泽东努力从事实中得出真相。考虑到出版新版《农村调查》包括首次出版《寻乌调查》的象征意义和政治意义，原文似乎不太可能被修改。”[15]
- 曹树基：“毛泽东作于1930年的《寻乌调查》揭示了寻乌县的农民生活与农村经济状况，它既是当时中国最好的乡村调查之一，又是一个革命先驱者的作品，其中的许多认识，直接成为指导中国土地革命的理论。”[6]
- 石仲泉：“放眼世界社会主义运动，在马克思主义著作中，《寻乌调查》可与恩格斯的 《英国工人阶级状况》一书相媲美。”[16]
- 习近平：“毛泽东同志1930年在寻乌县调查时，直接与各界群众开调查会，掌握了大量第一手材料，诸如该县各类物产的产量、价格，县城各业人员数量、比例，各商铺经营品种、收入，各地农民分了多少土地、收入怎样，各类人群的政治态度，等等，都弄得一清二楚。这种深入、唯实的作风值得我们学习。”[17]
- 孟建柱（中共江西省委书记）：《反对本本主义》和《寻乌调查》首次提出论断“没有调查，没有发言权”，还提出“到群众中作实际调查去”“中国革命斗争的胜利要靠中国同志了解中国情况”等思想路线，毛泽东思想中实事求是、群众路线和独立自主的思想初步形成。[3]:42

## 扩展阅读
- 中共中央文献研究室毛泽东研究组编. . 北京: 中央文献出版社. 2006. ISBN 7-5073-2005-7.
- 央视《重返寻乌调查》专题片集粹 （页面存档备份，存于）
- 维基文库中的相關文獻：寻乌调查